# Lynnville (Tennessee)
Lynnville ist eine Town im Giles County im Südwesten des US-Bundesstaates Tennessee. Beim United States Census 2000 hatte der Ort 345 Einwohner auf einer Fläche von 0,9 km2.
Der Ort wurde 1809 gegründet und nach einem kleinen Bach benannt, der bei Lynnville verläuft. Seit 1907 ist Lynnville eine Gemeinde. Sehenswert ist das Lynnville Railroad Museum, das die Geschichte des regionalen und nationalen Eisenbahnverkehrs präsentiert.